# Hospital per a vianants de l'Hospitalet de l'Infant
L'Hospital per a vianants de l'Hospitalet de l'Infant, o Hospital del Coll de Balaguer, és un monument protegit com a bé cultural d'interès nacional del municipi de Vandellòs i l'Hospitalet de l'Infant (Baix Camp). Es construí amb la finalitat d'hostatjar els vianants i pelegrins que creuaven les terres entre Tarragona i Tortosa, que al segle XIV eren desertes i perilloses pels atacs dels sarraïns i els bandolers.

## Descripció
L'hospital de l'infant Pere era un notable edifici gòtic, de planta quadrada (54,43 m de costat), centrat per un pati i protegit per muralles d'una alçada mitjana d'11,70 m. Al centre dels murs nord i sud, s'hi alçaven sengles torres. Segons algunes opinions, n'ha havia una a cada angle. La porta d'accés, única, sembla que era a la base de la torre septentrional.
Actualment resten gran part dels murs -fets de paredat de pedra amb morter de calç i sorra, i de carreus als angles-, la torre amb els seus merlets, que centra el llenç de mur septentrional i l'àmbit del pati interior, ara plaça al voltant de la qual s'han anat fent, des del segle passat, petites cases de caràcter senzill. També queden alguns arcs apuntats diafragmàtics al sector W. Se sap que la capella era situada a l'ala de llevant, sector ara enderrocat i ocupat per edificis moderns. El conjunt, que necessita obres de neteja i de consolidació urgents, és encara imponent.

## Història
L'antic hospital per a vianants que l'any 1344 l'Infant Pere, fill de Jaume el Just, fundà al nord del Coll de Balaguer, equidistant de Tarragona i de Tortosa, en el camí de Barcelona a València, fou l'origen de l'actual poble de l'Hospitalet de l'Infant.
Sovint, hom l'ha confós amb l'hospital que, anys enrere, cap al 1308 o 1309, havia fundat la reina Blanca de Nàpols, mare de l'infant Pere, al lloc del Perelló. D'aquest hospital, no en queda rastre.
Tal com disposà l'infant Pere, l'establiment tenia dues cambres o dormitoris amb llits: una amb 25 llits per als homes i l'altra amb 15 llits per a les dones. A tots el pobres que passaven per l'hospital se'ls oferia pa de mestall i dues mesures de vi. Si el vianant era religiós mendicant o prevere pobre, era assistit amb pa i formatge o be amb ous, peix i vi. Els vianants que no eren pobres no havien de provocar cap despesa a l'hospital i se'ls atenia segons la seva pròpia condició i possibilitats. Els pobres que hi feien nit, a més del pa de mestall, rebien un plat de vianda i una altra mesura de vi. No hi podien romandre més d'un dia. L'administració de l'hospital fou adjudicada al clergat secular.
L'edifici va patir diverses accions de destrucció que li provocaren serioses destrosses que foren refetes precàriament: la Guerra Civil catalana, dita de Joan II (1462-1472), la Guerra dels Segadors (1640-1652) i la Guerra del Francès (1808-1814).

## Restauració i equipament municipal
Durant l'any 2016, estan finalitzant les obres de restauració de l'edifici perquè esdevingui equipament municipal. Les parts que s'adeqüen de la infraestructura són el mur, la torre, la sala d'exposicions Infant Pere i la sala de l'antiga biblioteca municipal. A més, també es podrà accedir puntualment, mitjançant una escala nova, a la torre del sector nord, juntament amb les altres estructures medievals que donen al carrer Jaume Castellví, i caminar per damunt de la coberta d'aquesta part de l'edifici. En breu es duran a terme els treballs inclosos en el projecte de museïtzació, per tal d'acabar el centre de visitants. En aquest centre de visitants s'explicarà el monument en relació amb la plana del Coll de Balaguer -un indret estratègic des de temps antics-, i la primera planta, on s'incidirà sobre el concepte d'hospital en l'època medieval.